# Promises (canção de Wiz Khalifa)
Promises é uma canção do rapper estadunidense Wiz Khalifa lançada como quinto single para seu quinto álbum de estúdio Blacc Hollywood. A faixa foi lançada em 5 de Agosto de 2014 pelas gravadoras Rostrum Records e Atlantic Records. O single foi produzido por Jim Jonsin.

## Desempenho nas paradas
| Paradas (2014)                                  | Melhor posição |
| ----------------------------------------------- | -------------- |
| França (SNEP)                                   | 125            |
| Estados Unidos (Bubbling Under Hot 100 Singles) | 7              |
| Estados Unidos (Billboard R&B/Hip-Hop Songs)    | 33             |